# See Tình
«See Tinh» es un sencillo de la cantante vietnamita Hoàng Thùy Linh, un miembro del grupo surcoreano Rocket Punch. Incluido en su cuarto álbum de estudio LINK publicado en 2022. El sencillo estuvo bajo la composición del equipo DTAP, en el momento de su lanzamiento, la canción recibió críticas positivas de los oyentes, y se difundió y viralizo en todo el mundo a través de la plataforma TikTok gracias a los clips de la versión de la canción o pasos de baile con la melodía publicada y también por atraer la atención de los espectadores en todo el mundo.

## Composición
La canción fue compuesta y arreglada por el grupo DTAP, inspirado en la cultura del Delta del río Mekong. Hoang Thuy Linh dijo que cuando encontró inspiración con «See Tình», recordó su nostalgia cuando tenía 18 años, cuando conoció lo que es el amor por primera vez. La canción fue escrita en 2 horas, y grabada por Thuy Linh en solo 2 días. La canción se titula en la dirección de un juego de palabras cuando el oyente puede entender ver a Tình como «enamorarse» o «ver el amor».
Se describe que la canción tiene un estilo disco pop y dance-pop y que contiene un divertido estilo retro con un estribillo, de sonido pentatónico, que lleva al oyente al West River con una pieza de cai luong combinada con Hoang Thuy.

### Videos musical

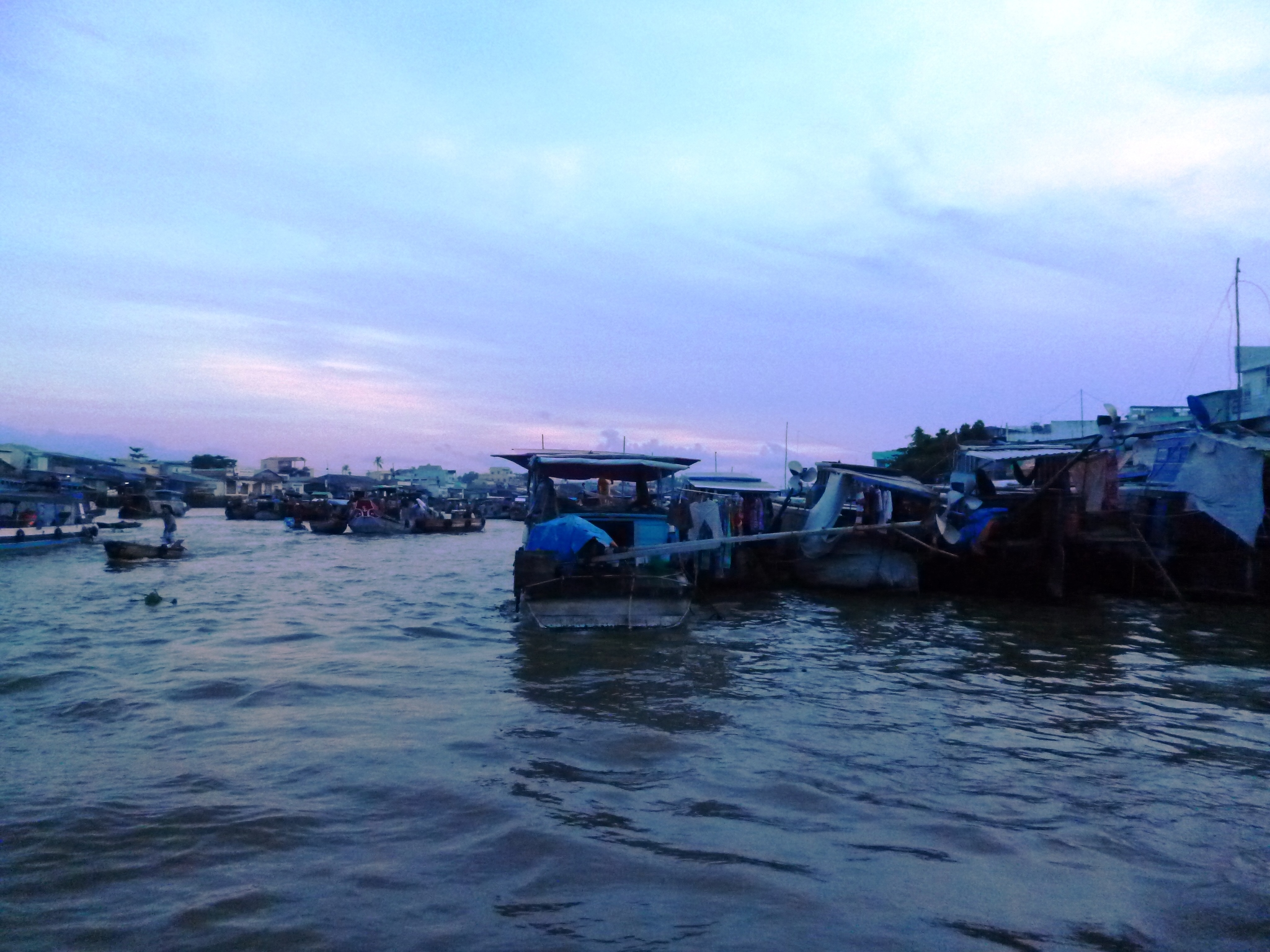
El contexto principal del MV tiene lugar en el mercado flotante de Cai Rang, un elemento cultural típico de la región sur de Vietnam.

El director del video musical fue Kawaii Tuan Anh y el guion está escrito por Minh Chau. El estilista de moda del MV es Hoang Ku. «See Tình» es la segunda canción en que se convierte en un video musical en el álbum volumen 4 LINK que se espera que se publique en 2022, después de que el video musical «Ge Que» se estrenó el 1 de enero de ese mismo año e incluido en el trío de sencillos que allanaron el camino para el estilo disco, entre ellos «Geo Que», «See Tình» y «Do Quiz».
El director decidió elegir la ambientación occidental con «colores simples», honestos y adecuados para las letras, diferente de la ambientación en los videos musicales anteriores de la cantante. Esta es la primera vez que el director Tuan Anh ha incluido muchos efectos 3D en su producción cuando aproximadamente el 75 % de las escenas se realizan en una pantalla verde y el tiempo de procesamiento de VFX es de hasta tres meses. El contenido trata sobre una sirena (Hoang Thuy Linh) que le confiesa su amor a un chico que trabaja como vendedor de tapetes. El cantante Isaac también apareció en el vídeo como invitado al final de la canción.

## En la cultura popular
«See Tình» se ha vuelto más famoso a través de la mezcla con muchos segmentos para la coreografía y especialmente la caída del ritmo, alcanzando los gustos de los usuarios en la plataforma TikTok, que se dice que es la estrategia del equipo para aumentar el nivel de popularidad y difundir la canción. Sin embargo, la nueva canción realmente ganó popularidad mundial a través del remix del artista Cucak y recibió muchas respuestas.
Gracias a la tendencia en TikTok, muchas celebridades y artistas en Vietnam e internacionalmente han hecho versiones de la canción y realizado movimientos de baile al ritmo de la música. Solo en China, la cantidad de vistas de videos relacionados con la canción se estima en 4 mil millones. 2 meses después del lanzamiento de la canción, el rapero Lee Seung-hoon realizó el baile «Sorry, Sorry» con la versión speed up de «See Tình» en un video subido a su cuenta de TikTok el cual registró más de 7,6 millones de visualizaciones en solo seis días. Shindong, miembro de Super Junior, también se asoció con el grupo Hello House para realizar el mismo paso de baile en un video en la plataforma, que ha tenido 8.6 millones de visitas. Anteriormente, el integrante de la banda The Boyz, Sunwoo realizó un baile en el fondo de la canción. Se dice que el origen de esta tendencia es de una cuenta de fanes de TikTok, debido a que los bailes que realizan los miembros de los grupos como BTS, Twice en sus conciertos, colocan el sencillo «See Tình» como speed-up asimilando que están danzando con esta canción, pero en realidad no, por ser videos editados.
La canción también apareció en muchos otros programas de juegos de entretenimiento famosos como Hello Saturday, Thanh Xuan Hoan Du Ky Thai Y Lam, una cantante y bailarina taiwanesa, también hizo un video de baile de la canción en su página personal de Weibo. El 31 de enero de 2023, durante un partido de voleibol transmitido por KBS Sport, la atleta femenina Lee Da-hyeon celebró después de que el equipo anotara un gol al bailar la canción «See Tinh». El video que registra esta escena se subió más tarde al canal TikTok de la estación y atrajo 37 millones de visitas. Durante el mismo período de tiempo, el artista masculino y jugador de rugby filipino Eric Tai hizo muchos clips interpretando movimientos de esta canción y ganó cientos de millones de espectadores, especialmente con videos de casi 91 millones.

## Posicionamiento en listas
| Listas (2022)                  | Mejor posición |
| ------------------------------ | -------------- |
| Vietnam (Top bài hát Việt Nam) | 1              |
| Vietnam (Vietnam Hot 100)      | 2              |